# Joaquín Quiroga Espín
Joaquín Quiroga Espín (Madrid, 1880 - Ib. 1971) fue un abogado y político español, de ideología liberal, albista, siendo diputado por Lugo durante las últimas ocho legislaturas del período histórico conocido como Restauración borbónica. El 10 de abril de 1931 el rey Alfonso XIII le concedió el título nobiliario del Condado de Quiroga-Ballesteros.

## Biografía
Hijo de Benigno Quiroga Ballesteros (de la familia Quiroga da Casa Grande da Puebla de San Julián) y de Julia Espín, era hermano del también diputado Luis Quiroga Espín. Se casó con María Josefa Díaz Gutiérrez.
Jefe de Negociado de 3ª Clase excedente del Ministerio de Fomento. Subsecretario del Ministerio de Gracia y Justicia en diciembre de 1912, siendo ministro Antonio Barroso Castillo. Repite cargo esta vez en enero de 1919 con el ministro Alejandro Roselló y Pastors. Hermano del también varias veces Diputado, Luis Quiroga Espín, casado con Gertrudis Quiroga y Vázquez Queipo.

## Trayectoria política
Asignado al Partido Liberal Fusionista, fue diputado a las Cortes por los distritos de Quiroga (1907-1914) y Lugo (1914-1923) además de Subsecretario del Ministerio de Gracia y Justicia y director general de Obras Públicas.
En las Elecciones generales de España de 1907 resultó elegido por el Distrito 36, Quiroga en la provincia de Lugo, obtuvo todos los 7 515 votos emitidos (100%) en un censo electoral de 11 103 electores. Reelegido en 1910, esta vez con 5 115 votos, renuncia al cargo el 7 de diciembre de 1912 al haber sido nombrado Subsecretario. Poco tiempo ocupa el cargo y en la Elección parcial de 23 de febrero de 1913 es proclamado Diputado sin elección, con arreglo al artículo 29 de la Ley Electoral.
En las Elecciones generales de España de 1923 resultó proclamado como uno de los tres diputados del distrito plurinominal de la ciudad de Lugo, (Distritos 29, 30 y 31) en aplicación del artículo 29 de la Ley electoral de 1907, al presentarse solo tres candidatos para cubrir los tres escaños.

## Reconocimientos
- I Conde de Quiroga-Ballesteros concedido por el rey de España Alfonso XII por Real Decreto de 12 de marzo de 1931.
- Gran Cruz de la Orden de Isabel la Católica
- Grandes Cruces de la Orden de N.S. da Conceição de Vila Viçosa.
- Hijo adoptivo y predilecto de Sarria.

El 1 de mayo de 1918 se inauguró la traída para llevar agua a la villa de Sarria, después de más de diez años de gestión. En la sesión ordinaria del Ayuntamiento celebrada el 27 de abril de 1918, el alcalde, Manuel Gutiérrez Castro, dijo que "se acercaba la satisfacción de una gran necesidad, un día anhelado por todos". Y en cuanto al logro de tal mejora, el diputado por el distrito electoral de Joaquín Quiroga Espín interpolaba mucho, y gracias a él se realizará "lo que se consideró muy difícil, pero imposible", y como solo este hecho es suficiente para que la gente de Sarria debe tener eterna gratitud a su protector, el diputado Sr. Quiroga, quien ha demostrado una vez más su preferencia por esta villa, y aunque es poco por sus méritos y como prefacio de lo mejor que se puede hacer como bien agradecido, se propone que sea declarado hijo adoptivo y predilecto de Sarria , que se aprueba por unanimidad.
En sesión del Ayuntamiento celebrado el 24 de noviembre de 1919 recordó pagarle el costo de 202,50 pts. a Cipriano Santos por la preparación del título de hijo adoptivo y predilecto de Sarria a favor de Joaquín Quiroga Espín.